# Gavino Contini
Pour les articles homonymes, voir Contini.

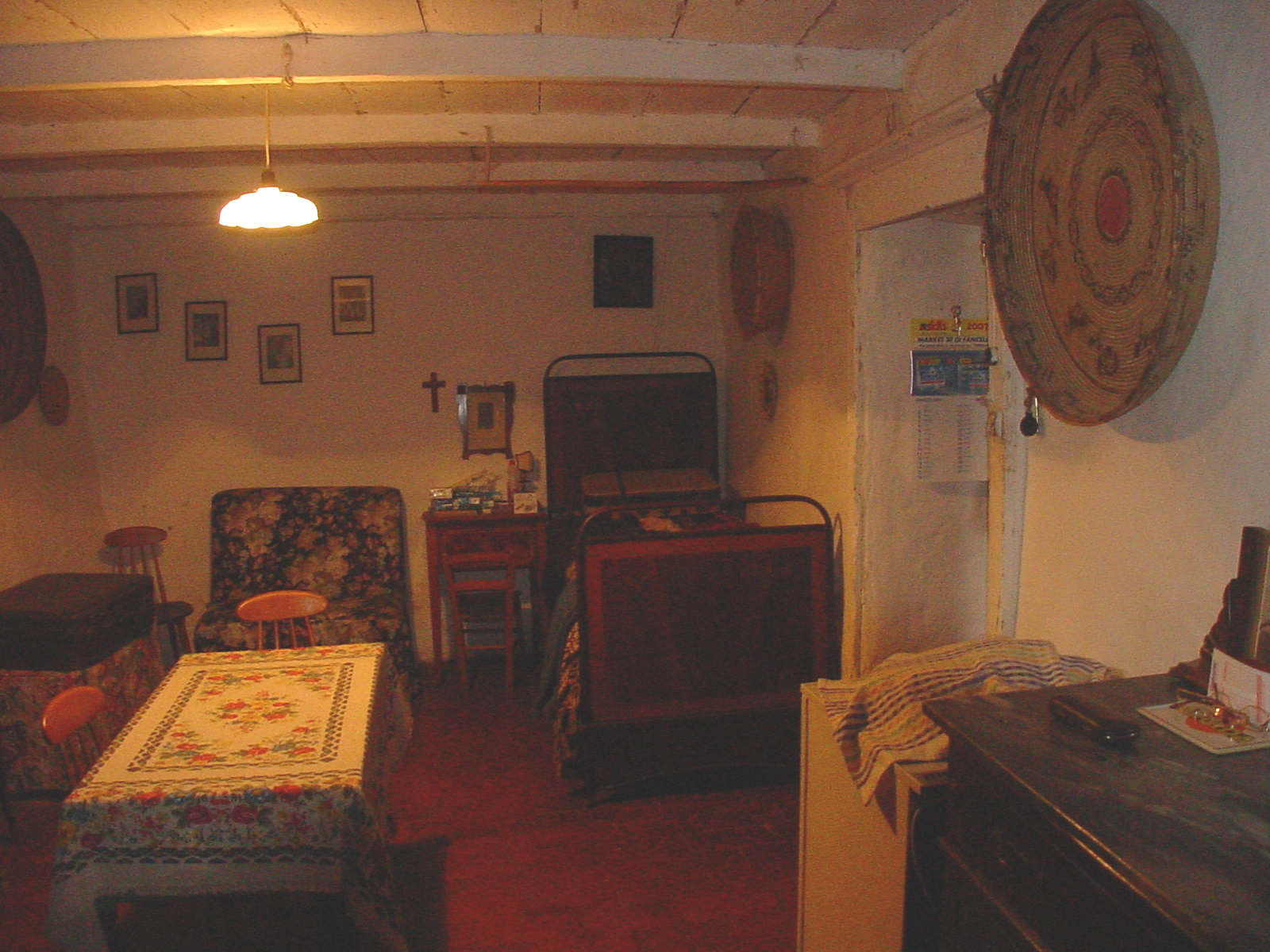
Maison de Gavino Contini à Siligo

Gavino Contini né le 12 décembre 1855 à Siligo et mort dans la même ville le 24 juillet 1915 est un poète, adepte de la poésie improvisée de la Sardaigne.

## Biographie
Gavino Contini est né à Siligo dans une modeste maison située dans la partie la plus ancienne du pays. Après avoir assisté à trois années d'enseignement primaire il se consacre à travailler dans les champs avec son père, mais il avait toujours cultivé sa passion pour la lecture de livres d'histoire et de poésie.
En 1875, il a été enrôlé dans le Corps de la Garde royale et a été en poste à Rome. À un concours de poésie pour l'anniversaire de Victor-Emmanuel II a obtenu, en reconnaissance de son art, une rente viagère.
Contraint par la maladie, en 1890 il quitte son corps d'armée et retourne à Siligo où il vit avec ses sœurs Raimonda et Anatolia, et dès ce moment il se consacre à la poésie.

## Citations
Certains octaves du poète ont été rapportés par l'écrivain Gavino Ledda, dans son roman Lingua di falce (Langue de faucille).

« Il était prêt et plein d'esprit, animé et armé d'ironie (...) Extrêmement populaire dans les villages où ils avaient souvent applaudi et encouragé, il était aimé surtout pour l'esprit que contenait ses vers ... »

— Michele Saba, Il Giornale d'Italia, 8 août 1915

## En savoir plus sur Gavino Contini
wikisource